# Rund um die Hainleite 1907
Rund um die Hainleite 1907 war die erste Austragung des deutschen Straßenrennens Rund um die Hainleite. Es fand im August mit Start und Ziel in Erfurt statt.

## Rennverlauf
Organisator und Initiator des ersten Hainleiterennens war der Gauwart des Bundes Deutscher Radfahrer in Thüringen Christoph Hornung. Die Strecke war 250 Kilometer lang. 19 Fahrer stellten sich dem Starter. In den Bergen des Eichsfelds fiel die Vorentscheidung, als die große Gruppe auseinanderfiel. Willi Ochs und Heinrich Schröckel setzten sich von den Konkurrenten ab und vergrößerten ihren Vorsprung stetig. Als Ochs 20 Kilometer vor dem Ziel einen Schwächeanfall bekam, wartete Schröckel und übernahm die Führungsarbeit bis zum Ziel allein. Auf der Radrennbahn Andreasried trat Ochs dann im Zielsprint an und fuhr an Schröckel vorbei zum Sieg. Die zeitgenössische Presse kritisierte Ochs scharf wegen unfairen Verhaltens.
|     | Fahrer             | Verein/Ort | Zeit (h) |
| --- | ------------------ | ---------- | -------- |
| 01. | Willi Ochs         | Erfurt     | 11:32:00 |
| 02. | Heinrich Schröckel | Erfurt     | 11:32:00 |
| 03. | Wiegand            | Erfurt     | ?        |